# Galeshka Moravioff
Galeshka Moravioff est un distributeur français de films, directeur de la société « Films Sans Frontières ». Il a aussi été exploitant de plusieurs salles de cinéma à Paris et en province, regroupées dans le réseau Ciné Métro Art. 
Il est une figure controversée du secteur cinématographique en France, soupçonné notamment de distribuer et éditer des films sans en avoir obtenu les droits au préalable, comme par exemple pour Rashōmon en 2022, dont les droits vidéo ont pourtant été obtenus par Potemkine auprès de MK2 et Kadokawa,, ou encore La trilogie d'Apu, dont les droits vidéo ont pourtant été obtenus par Carlotta Films auprès de Chhayabani Private Limited.

## Biographie
Né à Zurich, d'une famille originaire de Cureggia (Lugano, Tessin), Galeshka Moravioff est d'abord pianiste-compositeur. Il a notamment composé plusieurs bandes sonores pour des films muets comme Nosferatu et Metropolis.
En 1987, il achète la société Bastille Saint-Antoine et devient gérant du cinéma La Bastille à Paris.
En 1993, il fait l'acquisition du cinéma Le César à Marseille, puis des Variétés en 1997.
En 1998, il achète à Roger Planchon les trois cinémas CNP de Lyon : Bellecour, Terreaux et Odéon.
En 2000, il achète le cinéma Saint-Lazare Pasquier à Paris.
En août 2009, trois mois après la mort de Roger Planchon, Galeshka Moravioff ferme le CNP Odéon sans en informer les salariés. En octobre, il licencie son programmateur Marc Artigau pour faute grave (estimant qu'il aurait dû programmer des films à succès comme Slumdog Millionnaire), et menace de céder l'un des CNP à un autre investisseur si la mairie ne lui accorde pas une subvention de 200 000 euros pour finir ses travaux de rénovation,. La mairie lui propose un rendez-vous auquel il ne se rend pas. La SRF et l'ACID adressent une lettre ouverte au ministère de la Culture pour soutenir Marc Artigau et dénoncer l'absence de faute grave de sa part. En décembre 2009, l'association Enjeux sur Image est créée pour sauvegarder les CNP.
En 2010, ses deux cinémas de Marseille ferment temporairement leurs portes pour protester contre les retards de versement des salaires. Le label art et essai est perdu.
En 2011, Moravioff achète le cinéma Melville de Rouen.
Le 30 octobre 2014, le Melville est placé en liquidation judiciaire. À la fin de l'année 2014, les deux CNP sont rachetées par l'Institut Lumière et ferment leurs portes pour rénovation. La Bastille perd son label « art et essai ».
En 2015, les distributeurs du Syndicat des distributeurs indépendants (SDI) commencent à refuser officieusement de fournir des films aux salles gérées par Galeshka Moravioff, en attendant que ce dernier leur rembourse ses dettes.
Le 26 janvier 2016, le Saint-Lazare Pasquier ferme ses portes,.
En mai 2016, le cinéma Les Variétés est occupé en signe de protestation,, et en septembre, les Variétés et le César sont placés en cessation de paiement,,. Ils sont repris fin 2016 par Jean Mizrahi, dirigeant d'Ymagis,.
Le 7 juillet 2016, la Bastille est fermée sur injonction d'huissiers pour loyers impayés, et la Bastille Saint-Antoine est placée en redressement judiciaire,. Galeshka Moravioff explique qu'il comptait sur les aides du CNC « pour financer les travaux de numérisation et de modernisation de mes 25 salles, mais les subventions ont été bloquées en 2012 alors que j'avais déjà engagé les travaux ». Il poursuit en justice le CNC via son avocat André Bonnet (membre de l'association Promouvoir, à l'origine de plusieurs recours contre les visas d'exploitation de films sulfureux comme Love, La Vie d’Adèle ou Antichrist), pour obtenir le versement des subventions et une indemnité de 3,5 millions d'euros, sans succès. En 2017, le groupe MK2 rouvre le cinéma après sa remise à neuf.
Le 20 septembre 2016, Galeshka Moravioff fait l'objet d'une « interdiction de diriger, gérer, administrer ou contrôler, directement ou indirectement, toute entreprise commerciale ou artisanale » pour une durée de quatre ans par le tribunal de commerce de Paris,.
Il est aussi gérant de la société Flair S.A.R.L., basée au Luxembourg et que l'on retrouve comme cédant des droits de plusieurs films (Les trois lumières, de Fritz Lang, Rashomon, d'Akira Kurosawa, Ma femme est une sorcière, de René Clair, ou encore La vie d'O-haru femme galante, de Kenji Mizoguchi) au bénéfice de Films Sans Frontières.